# Bishopiana
Bishopiana är ett släkte av spindlar. Bishopiana ingår i familjen täckvävarspindlar.
Kladogram enligt Catalogue of Life:
| Bishopiana | \| \| Bishopiana glumacea \| \| \| \| \| \| Bishopiana hypoarctica \| \| \| \| |
|            | \| \| Bishopiana glumacea \| \| \| \| \| \| Bishopiana hypoarctica \| \| \| \| |
|            | Bishopiana glumacea                                                            |
|            |                                                                                |
|            | Bishopiana hypoarctica                                                         |
|            |                                                                                |